# Menjamel gorjanegre
El menjamel gorjanegre (Caligavis subfrenata) és una espècie d'ocell de la família dels melifàgids (Meliphagidae) que habita els boscos de les muntanyes de Nova Guinea.